# 小行星5042
小行星5042（5042 Colpa）是一颗绕太阳运转的小行星，为主小行星带小行星。该小行星于1974年6月20日发现。

## 轨道参数
小行星5042的轨道半长轴为3.0067551 UA，离心率为0.049。